# Chrysotoxum octomaculatum
Chrysotoxum octomaculatum là một loài ruồi trong họ Ruồi giả ong (Syrphidae). Loài này được Curtis mô tả khoa học đầu tiên năm 1837. Chrysotoxum octomaculatum phân bố ở vùng Cổ Bắc giới